# 눈물뼈

두개골의 측면부
1. 이마뼈(Frontal bone)
2. 마루뼈(Parietal bone)
3. 코뼈(Nasal bone))
4. 벌집뼈(Ethmoid bone)
5. 눈물뼈 (Lacrimal bone)
6. 나비뼈(Sphenoid bone)
7. 뒤통수뼈(Occipital bone)
8. 관자뼈(Temporal bone)
9. 광대뼈(Zygomatic bone)
10. 위턱뼈(Maxilla)
11. 아래턱뼈(Mandible)

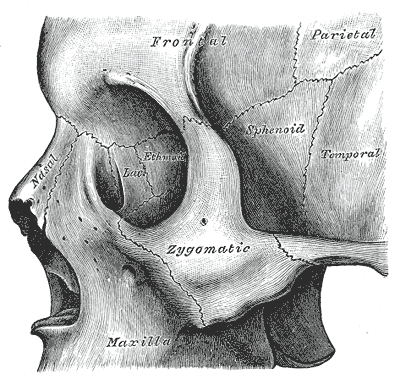
그림 중앙에 누골이 있다

누골(淚骨, 영어: Lacrimal bone) 또는 눈물뼈는 머리뼈를 구성하는 뼈의 하나이다. 얼굴의 뼈 중 가장 작고 잘 깨지는 뼈로, 눈확의 안쪽 벽 앞쪽에 위치해 있다. 누골에는 두 개의 면과 네 개의 가장자리가 있다.

## 관절
누골은 1개의 이마뼈, 1개의 벌집뼈, 1개의 위턱뼈, 1개의 코선반뼈와 관절한다.